# Chiesa di Santa Maria a Mantignano
La chiesa di Santa Maria a Mantignano è un luogo di culto cattolico che si trova in via di Mantignano, una zona ad ovest del centro di Firenze, presso la confluenza del fiume Greve nell'Arno e sulla sponda dell'Oltrarno.

## Storia
La chiesa fa parte dell'antica abbazia benedettina di Mantignano, una delle tante iniziative di fondazione monastica volute dai conti Cadolingi per il controllo della viabilità nel Valdarno. La prima testimonianza risale al 1015 quando la chiesa di Santa Maria ad "Agnano" venne confermata dall'imperatore Enrico II alla Badia a Settimo dell'ordine camaldolese.

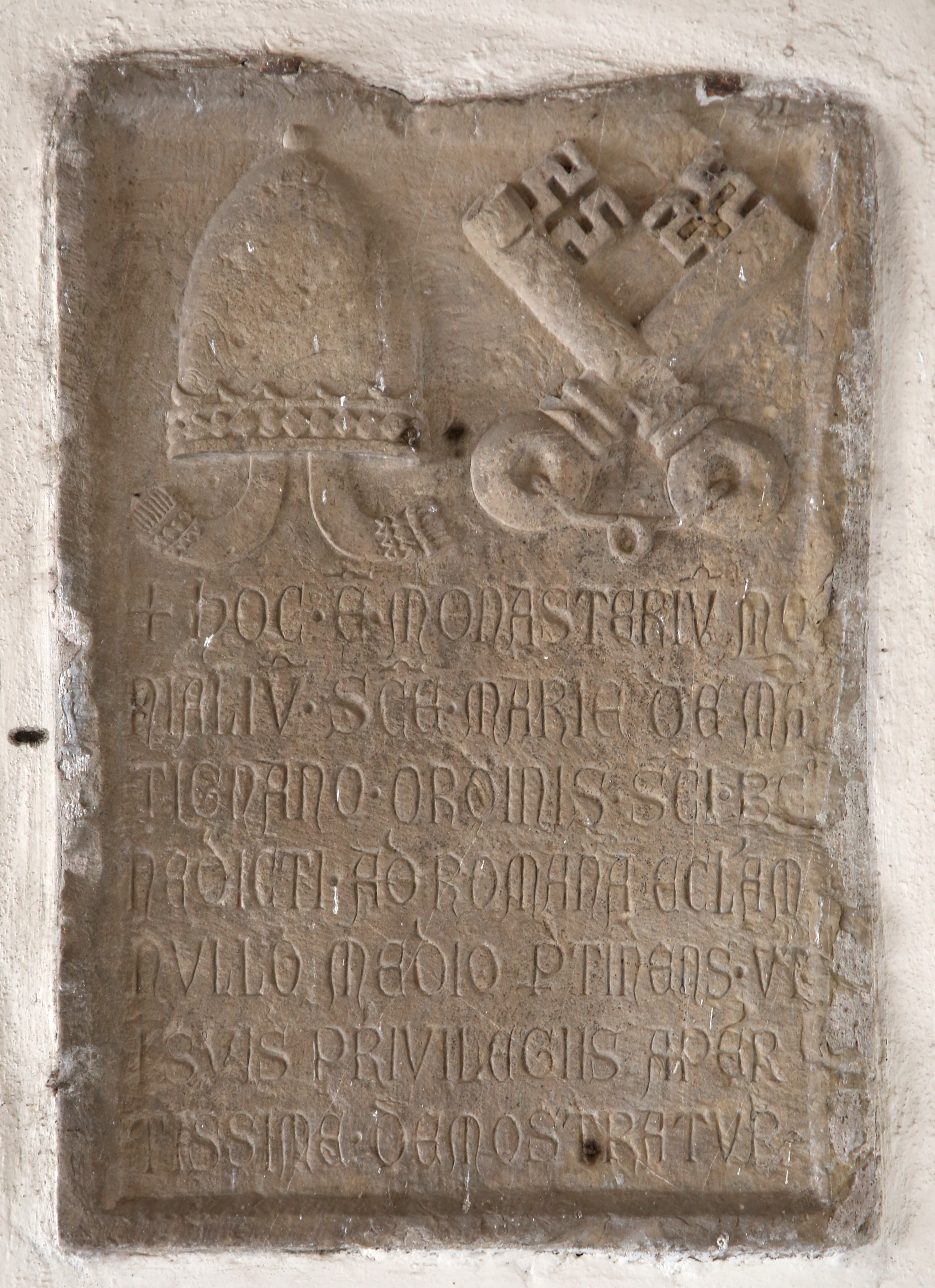
La lapide che rivendica l'indipendenza della chiesa

Alla fine dell'XI secolo qui risiedeva una comunità femminile sotto la guida della badessa Emilia che, nel marzo del 1084, fu beneficiata da un lascito testamentario che le dava dei beni a Sollicciano e in seguito, la stessa badessa, permutò dei beni con Rozzo, arciprete di Firenze, il 7 aprile 1090; in quel periodo il rettore della chiesa di Mantignano era prete Walfredo che nel gennaio 1087 ottenne l'investitura da parte del conte Ugo di Bulgaro dei Cadolingi. Negli anni a seguire i conti Cadolingi cedettero gran parte del loro patrimonio a questo monastero con l'intento di metterlo al sicuro presso un'istituzione molto forte.
Nel 1151 la badessa del monastero era Berta e in quel periodo intorno al monastero doveva già essere nato un borgo che nel 1178 faceva parte della "parrocchia de Mantignano".
Verso la fine del XII secolo le badesse ottennero da papa Celestino III la protezione apostolica, la conferma della regola benedettina e dei loro possessi; grazie a questa bolla pontificia le badesse dipendevano direttamente dalla Santa Sede e non dal vescovo di Firenze. Ne nacque uno scontro col potere vescovile fiorentino: infatti subito dopo aver ottenuto la protezione apostolica la badessa Cilla si fece eleggere senza il consenso del vescovo Pietro. Il vescovo si ribellò e la depose; lo scontro divampò. Il 4 marzo 1199 Cecilia e altre monache giurarono fedeltà al vescovo ma nel 1200 venne eletta una nuova badessa che fece valere l'autonomia e la sua nomina venne confermata nel 1208 con bolla di papa Innocenzo III. Il 19 dicembre 1209 lo scontro riprese: venne nominata una nuova badessa, Giustina, che come primo atto dichiarò falsa la bolla di papa Celestino. Lo scontro finì il 9 aprile 1211: si stabilì che l'elezione della badessa spettasse al vescovo di Firenze e poi la nomina sarebbe stata confermata sia dal priore di Camaldoli che dall'abate di Settimo.
Il Monasterium dominarum S. Marie de Mantignano alla fine del XIII secolo, guidato da due badesse Cecilia e Agnese, godeva di buona salute economica: tra il 1276 e il 1303 pagò ogni anno 21 lire e 8 soldi per la decima.
Il monastero di Mantignano rimase legato a quello di badia a Settimo anche quando lì subentrarono i cistercensi; questo stato di fatto durò fino al 14 luglio 1441 quando fu unito alla badia di santa Apollonia e trasformato in ospedale femminile. Le monache mantennero il patronato sulla chiesa e la vita parrocchiale continuò: nel 1641 vi fu istituita la Compagnia del Sacramento che venne sciolta nel 1785 e per poi rinascere nel 1792. Il monastero venne soppresso il 7 aprile 1785 e la chiesa divenne una semplice parrocchia.
Negli anni seguenti i locali del monastero furono adibiti a private abitazioni; il 18 maggio 1895 la chiesa e l'ex-monastero vennero danneggiati dal terremoto.
La chiesa, tuttora officiata, è stata restaurata in epoca recente.

## Descrizione

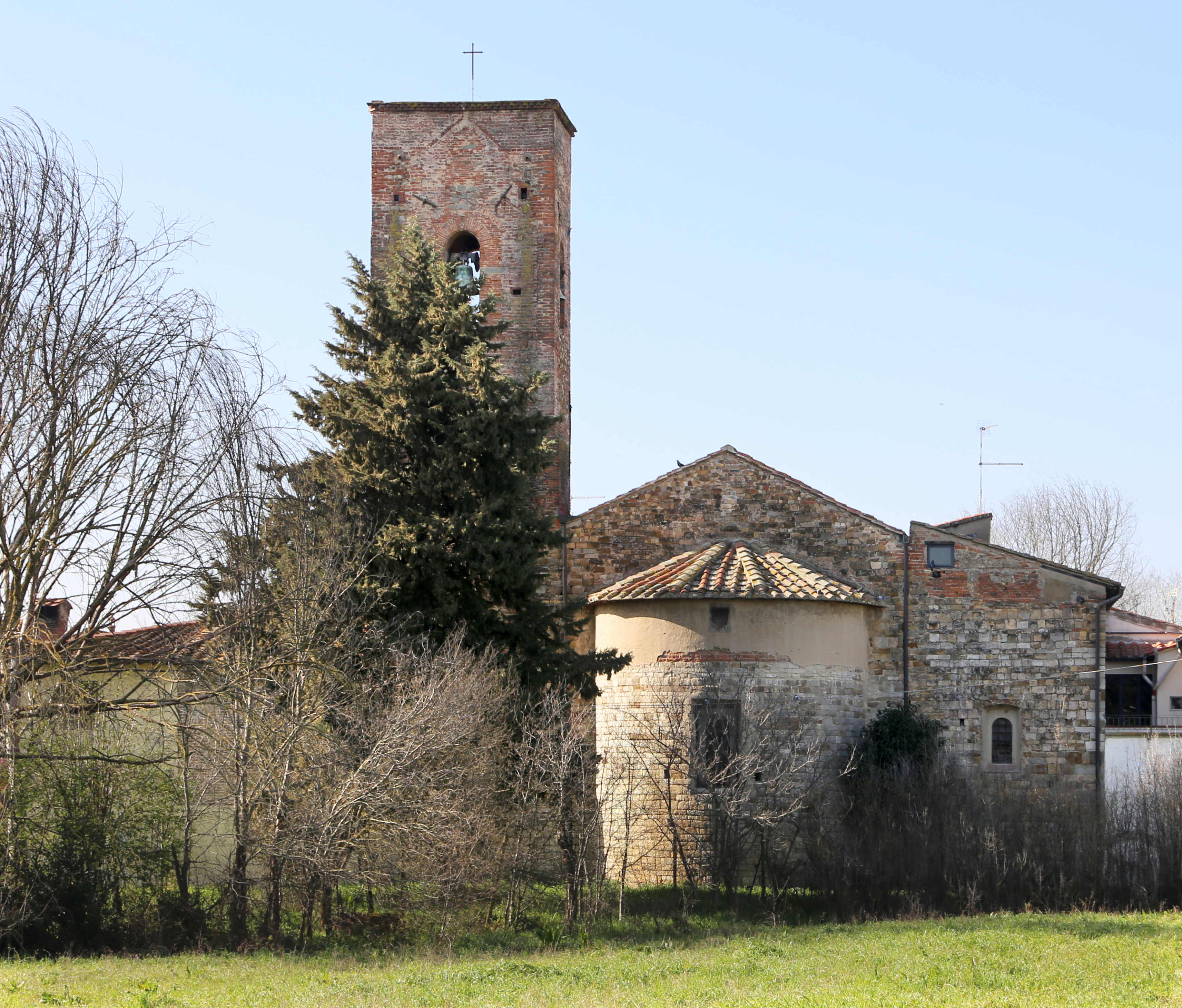
Abside

La chiesa abbaziale si trova all'interno dell'ex-monastero e consiste in un'unica aula a croce commissa coperta a tetto e conclusa in un transetto nano al quale vennero aggiunti un'abside semicircolare e due cappelle. L'abside è databile alla fine del XII secolo.

### Esterno
La facciata, non visibile dall'esterno, è a capanna e si presenta molto rimaneggiata; dell'antico paramento murario romanico rimangono solo poche tracce costituite da pietra arenaria grigia. La maggior parte del paramento è stata invece realizzata con bozze di calcare.
La parte meglio visibile dell'edificio è la tribuna. Nella tribuna si trova il volume dell'abside semicircolare e i bracci del transetto; sia abside che i transetti sono aperti da finestre rettangolari di epoca gotica. Il paramento murario in questa zona è in conci di calcare di color grigio-avorio e in arenaria. In epoca successiva rispetto alla costruzione l'abside venne rialzata e questo intervento è chiaramente visibile nella muratura che mostra l'uso di mattoni. Il transetto destro fa anche da base per il campanile a torre in mattoni. Il campanile non presenta apertura, ad eccezione di una monofora archiacuta, fino alla cella campanaria.

### Interno

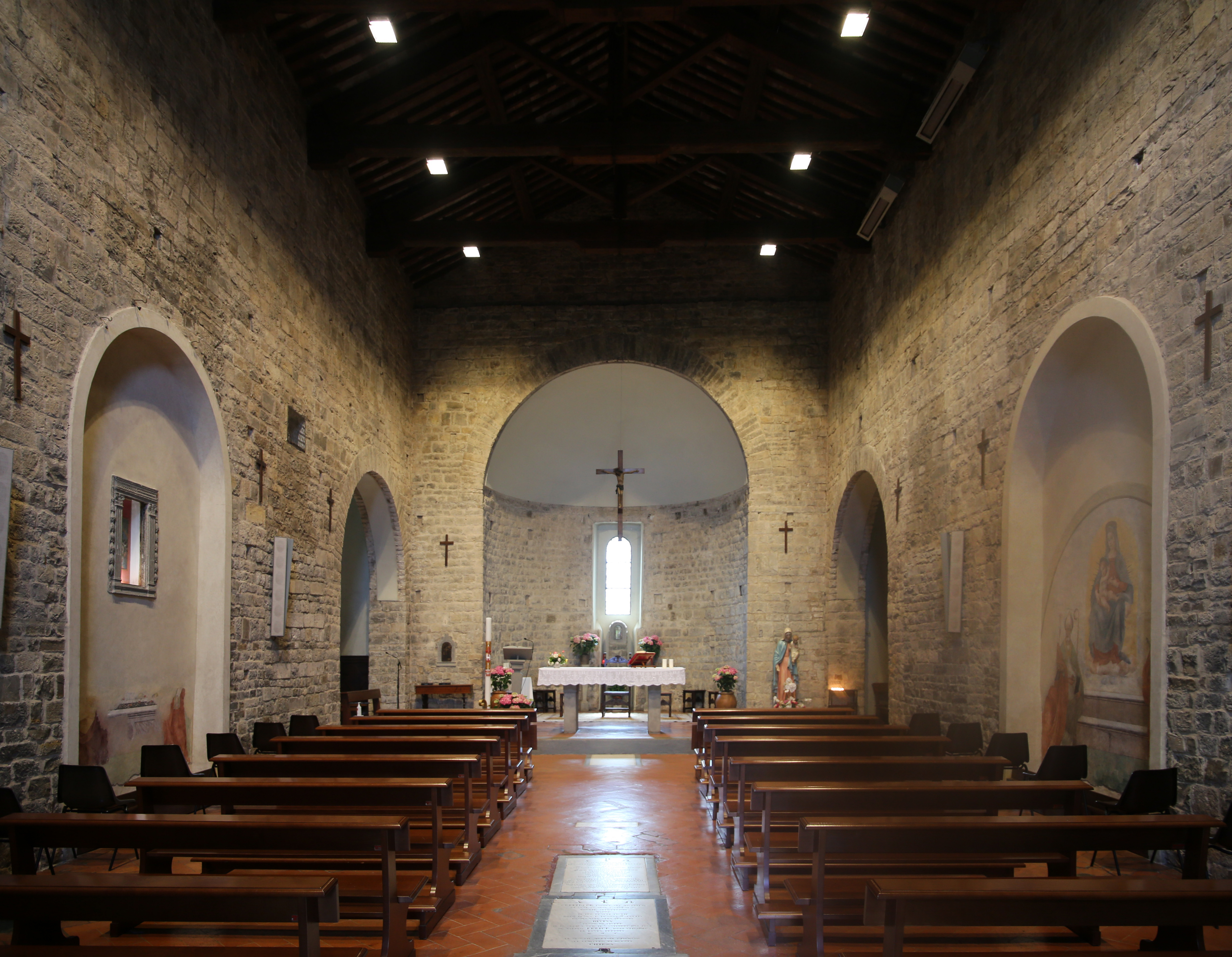
L'interno

L'interno è molto semplice. L'aula è ampia ed è coperta a capriate lignee a vista. L'interno appare completamente stonacato con il paramento murario a vista; le mura sono del tutto simili all'esterno.
All'interno, Crocifisso ligneo cinquecentesco e una Madonna e santi, affresco di un artista vicino a Mariotto Albertinelli. In deposito presso il Museo diocesano di Santo Stefano al Ponte si trova una Madonna col Bambino, statuetta marmorea attribuita a Nino Pisano, un tempo conservata nel convento.

## Bibliografia

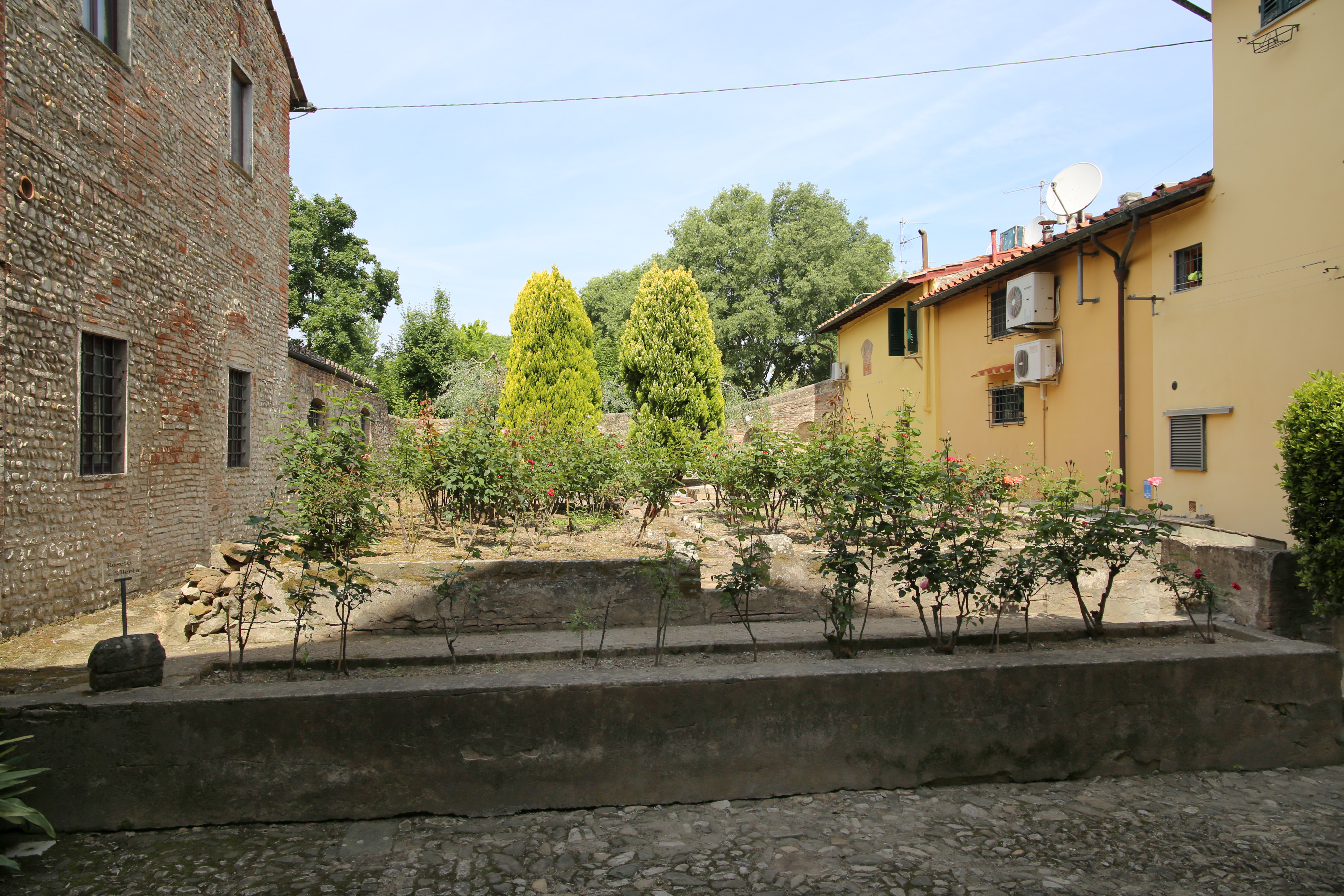
L'orto murato antistante la chiesa, oggi roseto

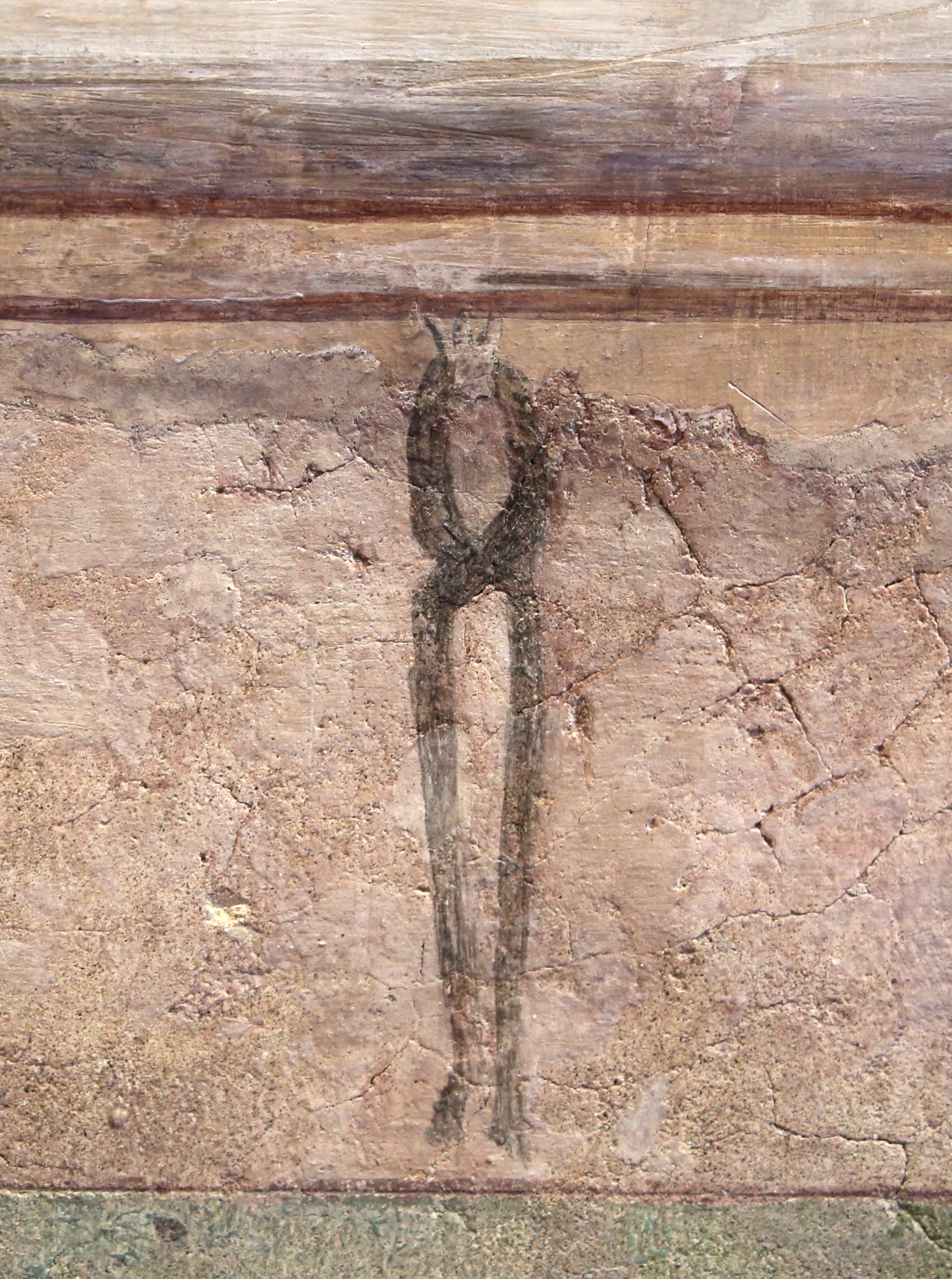
Stemma di Sant'Apollonia su uno degli affreschi interni della cerchia di Ridolfo del Ghirlandaio